# Château de Sunomata
Le château de Sunomata (墨俣城, Sunomata-jō) est un château japonais situé à Ōgaki dans la préfecture de Gifu construit par Toyotomi Hideyoshi, un des généraux d'Oda Nobunaga, alors qu'il assiégeaient le château de Gifu au milieu du XVIe siècle. Hideyoshi découvrit un passage secret dans le château et trouva Saitō Tatsuoki. Oda Nobunaga qui avait gagné cette guerre l'exila. Selon la légende, le château de Sunomata fut construit en une nuit. De nos jours on l'appelle « château d'Ichiya Sunomata » (墨俣一夜城 ; Sunomata ichiya-jō). « Ichiya » signifie littéralement « une nuit ». Le tenshu (donjon) du château a été reconstruit et héberge maintenant un musée d'histoire locale.